# DC Heroes
DC Heroes è un gioco di ruolo fuori produzione ambientato nell'Universo DC Comics, con protagonisti dei supereroi, pubblicato dalla Mayfair Games. DC Heroes non è in relazione con il gioco DC Universe della West End Games, né con DC Adventures della Green Ronin Publishing.
DC Heroes è stato ben accolto dalla critica e sebbene sia esaurito mantiene ancora una community online insolitamente grande ed attiva

## Modalità di gioco
Il sistema di gioco di DC Heroes viene talvolta chiamato Mayfair Exponential Game System (o MEGS): DC Heroes utilizza una scala logaritmica per gli attributi del personaggio, e questa permette ai personaggi di diversi livelli di potenza di coesistere all'interno della stessa partita senza che qualcuno riesca a prendere il predominio di un'area. Ad esempio, nonostante Superman è di gran lunga più forte di Batman, Batman è capace di sopravvivere ad uno scontro diretto con Superman per un breve periodo. Le battaglie si risolvono usando un Action Table ("Tabella azioni") e due dadi a dieci facce. Il sistema di lancio dei dadi comporta un rilancio del dado ogni volta che compare un risultato doppio (lo stesso numero per entrambi i dadi), così che ogni risultato sia possibile.
Gli Hero Points ("punti eroe"), che vengono usati come punti esperienza, possono essere spesi durante il gioco per influenzare i risultati dell'Action Table.

## Edizioni
Mayfair Games ha pubblicato la prima edizione nel 1985. Durante lo stesso periodo, la DC pubblicò la "maxi-serie" Crisi sulle Terre infinite, che ridisegnò totalmente l'Universo DC. A causa di questa coincidenza di tempi, venne inclusa anche la versione Silver Age e pre-Crisi dei personaggi, insieme alle nuove versioni post-Crisi.
La seconda edizione, pubblicata nel 1989, comprendeva materiale tratto dal gioco di ruolo di Batman e dal Superman Sourcebook. Questi materiali includevano regole per i vantaggi, svantaggi, e vari gadget.
La terza edizione, pubblicata nel 1993, raffinò ulteriormente le regole aggiornando i costi dei punti delle varie capacità.

## Pubblicazioni
Tra il 1985 ed il 1993, Mayfair ha pubblicato i seguenti manuali di regole, moduli d'avventura e sourcebook:
| Numero | Titolo                                                |
| ------ | ----------------------------------------------------- |
| 201    | DC Heroes First Ed. Rules [Boxed Set]                 |
| 202    | H.I.V.E.                                              |
| 203    | Blood Feud                                            |
| 204    | Siege                                                 |
| 205    | Batman Sourcebook (1st ed.)                           |
| 206    | Wheel of Destruction                                  |
| 207    | All That Glitters                                     |
| 208    | Project: Prometheus                                   |
| 209    | Countdown to Armageddon                               |
| 210    | Doomsday Program                                      |
| 211    | Four Horsemen of Apokolips                            |
| 212    | Night in Gotham                                       |
| 213    | Legion of Superheroes, Volume I                       |
| 214    | Hex: Escort to Hell                                   |
| 215    | Fire and Ice                                          |
| 216    | Legion of Superheroes, Volume II: The World Book      |
| 217    | King of Crime                                         |
| 218    | Don't Ask                                             |
| 219    | Lines of Death                                        |
| 220    | When a Stranger Calls                                 |
| 221    | Eternity, Inc.                                        |
| 222    | Element of Danger                                     |
| 223    | Pawns of Time                                         |
| 224    | Knight to Planet 3                                    |
| 225    | Mad Rook's Gambit                                     |
| 226    | King for All Time                                     |
| 227    | Who Watches the Watchmen                              |
| 228    | Dream Machine                                         |
| 229    | Rigged Results                                        |
| 230    | Belle Reve Sourcebook                                 |
| 231    | Lights, Camera, Kobra                                 |
| 232    | Hardware Handbook                                     |
| 233    | Superman Sourcebook (1st ed.)                         |
| 234    | Green Lantern Corps Sourcebook                        |
| 235    | Taking Out the Trash                                  |
| 237    | Blitzkrieg                                            |
| 238    | Moonshot                                              |
| 239    | Strangers in Paradise                                 |
| 240    | City of Fear                                          |
| 241    | Justice League Sourcebook                             |
| 242    | Operation: Atlantis                                   |
| 243    | War of the Gods                                       |
| 244    | Apokolips Sourcebook                                  |
| 245    | DC Heroes Second Ed. Rules [Boxed Set]                |
| 246    | Batman Sourcebook (2nd ed.)                           |
| 247    | Atlas of the DC Universe                              |
| 248    | Come on Down                                          |
| 249    | Otherwhere Quest                                      |
| 250    | Deadly Fusion                                         |
| 251    | Law of Darkness                                       |
| 252    | New Titans Sourcebook                                 |
| 253    | In Hot Pursuit                                        |
| 254    | Watchmen Sourcebook                                   |
| 255    | Magic Sourcebook                                      |
| 256    | Swamp Thing Sourcebook                                |
| 257    | World At War Sourcebook                               |
| 258    | Superman Sourcebook (2nd ed.)                         |
| 259    | World in the Balance                                  |
| 260    | Who's Who in the DC Universe (Vol. 1)                 |
| 261    | Who's Who in the DC Universe (Vol. 2)                 |
| 263    | 2995: The Legion of Super-Heroes Sourcebook           |
| 264    | Who's Who in the DC Universe (Vol. 3)                 |
| 265    | DC Technical Manual: S.T.A.R. Labs 1993 Annual Report |
| 267    | DC Heroes Third Ed. Rules                             |
| 299    | Batman Role-Playing Game                              |

Due libri, Moonshot (238) e Strangers in Paradise (239), contenevano sia i moduli che i sourcebook. Il Batman-Role Playing Game (299), invece, era un gioco a sé stante.
Un sourcebook di Sandman (262), uno di Flash (266), ed un quarto volume di Who's Who in the DC Universe (268) erano in programma per essere creati ma non vennero mai pubblicati. 
Inoltre, per ragioni ignote, a nessuna pubblicazione venne assegnato il numero 236.

## Blood of Heroes
Mayfair Games alla fine vendette i diritti del Mayfair Exponential Game System alla Pulsar Games, che pubblicò in seguito il gioco di ruolo Blood of Heroes. Blood of Heroes è derivato in gran parte dalla terza edizione di DC Heroes ma senza licenza per usare la proprietà intellettuale della DC Comics. I personaggi marchiati DC furono invece rimpiazzati con nuovi personaggi creati appositamente per l'universo di Blood of Heroes.
Un'edizione successiva, Blood of Heroes: Special Edition, incorporò un gran numero di modifiche nelle regole di gioco e molto materiale nuovo, spesso tratto da proposte della community online.